# 1813
Évszázadok: 18. század – 19. század – 20. század
Évtizedek: 1760-as évek – 1770-es évek – 1780-as évek – 1790-es évek – 1800-as évek – 1810-es évek – 1820-as évek – 1830-as évek – 1840-es évek – 1850-es évek – 1860-as évek
Évek: 1808 – 1809 – 1810 – 1811 –  1812 – 1813 – 1814 – 1815 – 1816 – 1817 – 1818

## Események
- február 28. – Poroszország és Oroszország szövetséget köt Napóleon ellen.[1]
- augusztus 23. – A großbeereni csatában a svéd-porosz sereg legyőzi a franciákat.
- október 16–19. – A népek csatája Lipcse mellett; Napóleon császár veresége a porosz–osztrák–orosz koalíciós hadseregtől[2]
- október 24. – A gulisztáni béke Oroszország és Perzsia között, az orosz–perzsa háború vége
- december 10. – A porosz–orosz–svéd sereg legyőzi a Napóleont támogató dánokat Sehested mellett (Holstein).
- december 11. – A vitoriai vereség után Joseph Bonaparte király lemond a spanyol trónról és a francia csapatokkal elhagyják az Ibériai-félszigetet. A valençayi békekötés alkalmával Napóleon kénytelen visszaadni VII. Ferdinánd szabadságát és a koronáját.[3]

## Az év témái

### 1813 a tudományban
- Indiában Calcutta, Chunar és Saugar között szemafor típusú távírót helyeznek üzembe, a 30 km-re lévő állomások teleszkóppal olvassák le az üzeneteket.

## Születések
- március 1. – Reitter Ferenc, magyar mérnök, az MTA lev. tagja († 1874)
- március 31. – Guyon Richárd honvéd tábornok († 1856)
- április 7. – Forró Elek honvéd ezredes († 1893)
- május – Beniczky Lajos honvéd ezredes, kormánybiztos, az 1848–49-es szabadságharc utáni magyar függetlenségi szervezkedések egyik vezetője († 1868)
- május 2. – Hertelendy Miklós magyar huszárezredes († 1877)
- május 5. – Søren Aabye Kierkegaard dán filozófus († 1855)
- május 22. – Richard Wagner német zeneszerző († 1883)
- május 24. – Kmety György honvéd tábornok († 1865)
- augusztus 15. – Majer István pedagógus († 1893)
- augusztus 22. – Ormai Norbert honvéd ezredes, az 1848–49-es szabadságharc vértanúja († 1849)
- augusztus 23. – Simor János bíboros, esztergomi érsek († 1891)
- szeptember 3. – Eötvös József, író, miniszter, a Magyar Tudományos Akadémia és a Kisfaludy Társaság elnöke († 1871)
- október 10. – Giuseppe Verdi olasz zeneszerző († 1901)
- október 17. – Georg Büchner német drámaíró († 1837)
- október 17. – Ihász Dániel honvéd ezredes († 1881)

## Halálozások
- január 11. – Czirbesz Jónás András evangélikus lelkész, költő (* 1732)
- január 20. – Christoph Martin Wieland, a német felvilágosodás és rokokó nagy költőszemélyisége, fordító, a német klasszicizmus elindítója (* 1733)
- február 8. – Tadeusz Czacki lengyel író, tanár, a Kremenyeci Líceum egyik megalapítója (* 1765)
- március 4. – Chudy József zeneszerző, karmester; az első magyar opera szerzője (* 1753)
- március 13. – Kiss József, vízépítő mérnök, hadmérnök (* 1748)
- április 10. – Joseph Louis Lagrange, olasz születésű francia matematikus; a számelmélet, a matematikai analízis és az égitestek mechanikája területén ért el jelentős eredményeket (* 1736)
- április 28. – Mihail Illarionovics Kutuzov, orosz tábornok, a napóleoni háborúk hőse (* 1745)
- május 10. – Johann Karl Wilhelm Illiger, német zoológus és entomológus (* 1775)
- augusztus 2. – Diószegi Sámuel botanikus, lelkész (* 1761)
- szeptember 2. – Jean Victor Moreau, francia tábornok (* 1763)